# Microdynerus aegaeicus
Microdynerus aegaeicus är en stekelart som beskrevs av Gusenleitner 1998. Microdynerus aegaeicus ingår i släktet Microdynerus och familjen Eumenidae. Inga underarter finns listade i Catalogue of Life.